# Ray Stevens
Raymond "Ray" Stevens (* 26. července 1963 Camberley, Spojené království) je bývalý britský zápasník–judista a grappler anglické národnosti, stříbrný olympijský medailista z roku 1992.

## Sportovní kariéra
S judem začínal v 10 letech. Připravoval s v známém londýnském klubu Budokwai nejprve jako dvorní sparingpartner fenomenálního britského judisty Neila Adamse. V britské seniorské reprezentaci se prosadil v roce 1985 ve střední váze do 86 kg, ale v dalších letech jeho pozice zaujal krajan Densign White. Na vrcholné sportovní akci se objevil opět až s přestupem do vyšší polotěžké váhy do 95 kg v roce 1990. Své snažení v této váze však záhy zaplatil zraněním pravého kolene, kvůli kterému vynechal celou další sezonu 1991.
V roce 1992 se vrátil na tatami a získal možnost startu na olympijských hrách v Barceloně. Na olympijský turnaj vyladit formu. V semifinále proti Poláku Pawłu Nastulovi pro něho zvedli rozhodčí praporky (hantei). Ve finále nastoupil proti vytáhlému Maďarovi Antalu Kovácsovi se snažil dostat soupeře na zem a nasadit mu páčení. Maďar se pokaždé šikovně vysmekl a ke všemu dvakrát neubránil jeho osobní techniku uči-mata a prohrál na dvě juka. Získal stříbrnou olympijskou medaili.
V roce 1993 opět laboroval s pravým kolenem. V roce 1995 si sedmým místem na mistrovství světa v Čibě zajistil účast na olympijských hrách v Atlantě, kde nepostoupil přes druhé kole. Sportovní kariéru ukončil v roce 1998. Věnuje se trenérské práci. Na předměstí Londýna má otevřenou tělocvičnu "Ray Stevens Academy".
Ray Stevens byl levoruký judista, výborný v boji na zemi, kde byla jeho osobní technika nasazovaná páka juji-gatame.

## Výsledky
| Turnaj             | 1985         | 1986         | 1987         | 1988         | 1989         | 1990           | 1991           | 1992           | 1993           | 1994           | 1995           | 1996           |
| Turnaj             | 22           | 23           | 24           | 25           | 26           | 27             | 28             | 29             | 30             | 31             | 32             | 33             |
| Turnaj             | střední váha | střední váha | střední váha | střední váha | střední váha | polotěžká váha | polotěžká váha | polotěžká váha | polotěžká váha | polotěžká váha | polotěžká váha | polotěžká váha |
| ------------------ | ------------ | ------------ | ------------ | ------------ | ------------ | -------------- | -------------- | -------------- | -------------- | -------------- | -------------- | -------------- |
| Olympijské hry     |              |              |              | —            |              |                |                | 2.             |                |                |                | úč.            |
| Mistrovství světa  | úč.          |              | —            |              | —            |                | —              |                | —              |                | 7.             |                |
| Mistrovství Evropy | úč.          | —            | —            | —            | —            | úč.            | —              | úč.            | —              | 2.             | 5.             | úč.            |